# Orthopristis cantharinus
Orthopristis cantharinus is een  straalvinnige vissensoort uit de familie van grombaarzen (Haemulidae). De wetenschappelijke naam van de soort is voor het eerst geldig gepubliceerd in 1840 door Jenyns.
De soort staat op de Rode Lijst van de IUCN als Onzeker, beoordelingsjaar 2007.